# Wybory prezydenckie w Stanach Zjednoczonych w 2012 roku
Wybory prezydenckie w Stanach Zjednoczonych w 2012 roku − pięćdziesiąte siódme wybory prezydenckie, w których głosowanie wyborców odbyło się 6 listopada 2012 roku. Obywatele Stanów Zjednoczonych oddali swoje głosy na elektorów, którzy następnie wybrali prezydenta i wiceprezydenta Stanów Zjednoczonych. Pierwsza kadencja dotychczasowego prezydenta, Baracka Obamy, zakończyła się 20 stycznia 2013 r. Tego samego dnia nastąpiło zaprzysiężenie prezydenta elekta na urząd.
Wybory te zbiegły się w czasie zarówno z wyborami do izb parlamentu (113. Kongres): do Izby Reprezentantów (cały skład) i Senatu Stanów Zjednoczonych (gdzie wybranych zostało 33 senatorów), jak też z wyborem jedenastu gubernatorów.
W wyniku wyborów członkowie Kolegium Elektorów ze stanów, w których zwyciężył Barack Obama, zdobyli większość mandatów (332 na 270 wymaganych), pokonując elektorów jego głównego kontrkandydata Mitta Romneya, co oznaczało reelekcję Obamy.
| 2008 ← 6 XI 2012 → 2016    | Barack Obama         | Mitt Romney          |
| -------------------------- | -------------------- | -------------------- |
|                            |                      |                      |
| Partia polityczna          | Partia Demokratyczna | Partia Republikańska |
| Stan macierzysty           | Illinois             | Massachusetts        |
| Kandydat na wiceprezydenta | Joe Biden            | Paul Ryan            |
| Głosy elektorskie          | 332                  | 206                  |
| Głosy powszechne           | 65 899 660           | 60 932 152           |
| Stany                      | 26 + DC              | 24                   |
| Wynik procentowy           | 51,06%               | 47,21%               |

## Sytuacja

Rozkład głosów elektorskich do zdobycia wedle stanów

W związku z przeprowadzeniem w 2010 w Stanach Zjednoczonych spisu powszechnego przesunięto 12 głosów elektorskich. Nowa mapa ich rozmieszczenia będzie obowiązywać podczas trzech wyborów prezydenckich (2012, 2016, 2020). Kolejna korekta ilości głosów elektorskich w poszczególnych stanach odbędzie się po kolejnym spisie powszechnym (2020).

## Główni kandydaci
| Lp. | Kandydat na prezydenta | Kandydat na wiceprezydenta | Logo kampanii | Partia               | Hasło wyborcze                        |
| --- | ---------------------- | -------------------------- | ------------- | -------------------- | ------------------------------------- |
| 1.  | Mitt Romney            | Paul Ryan                  |               | Partia Republikańska | Wierzę w Amerykę (Believe in America) |
| 2.  | Barack Obama           | Joe Biden                  |               | Partia Demokratyczna | Do Przodu (Forward)                   |

## Kandydaci w prawyborach

### Partia Demokratyczna

#### Zwycięzca prawyborów w Partii Demokratycznej
Barack Obama ogłosił, że będzie ubiegał się o kandydaturę z ramienia Partii Demokratycznej. Jako urzędujący prezydent miał de facto zapewnioną nominację swojej partii; inaczej niż w 2008, gdyż wtedy jeszcze nie był prezydentem, a tylko kandydatem do nominacji.

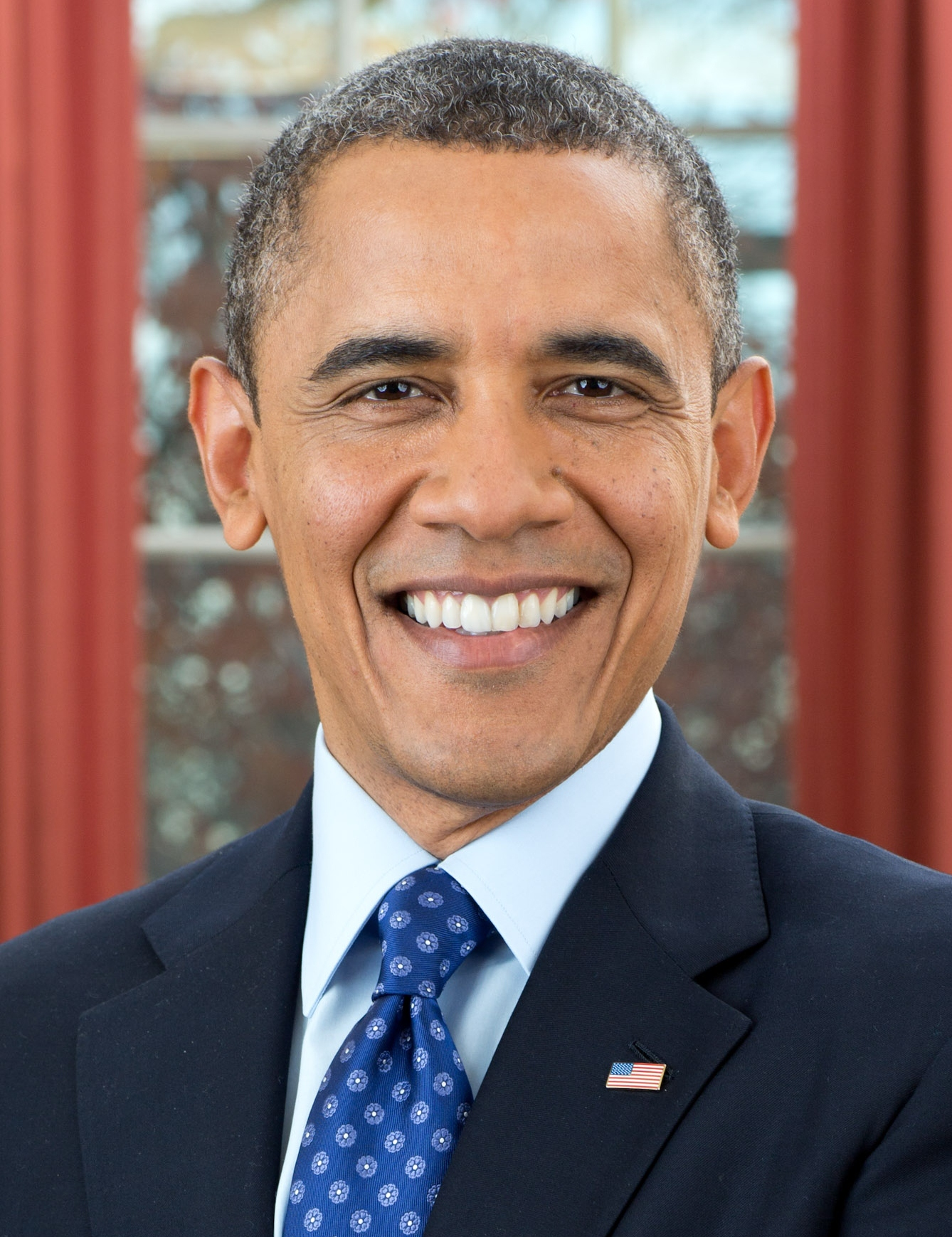
Prezydent Barack Obama

#### Pozostali uczestnicy prawyborów w Partii Demokratycznej
De facto żaden z nich nie miał szans na nominację, ponieważ było niemal pewne, że wygra je urzędujący prezydent Barack Obama.
- John Wolfe, prokurator z Tennessee
- Keith Judd, więzień i wielokrotny kandydat z Teksasu
- Darcy Richardson, historyk z Florydy
- Bob Ely, przedsiębiorca z Illinois
- Randall Terry, kandydat z Wirginii Zachodniej opierający swój program na sprzeciwie wobec aborcji
- Jim Rogers, nauczyciel i wielokrotny kandydat z Oklahomy
- Ed Cowan, nauczyciel z Vermont
- Vermin Supreme, artysta i wielokrotny kandydat z Massachusetts

### Partia Republikańska

#### Zwycięzca prawyborów w Partii Republikańskiej

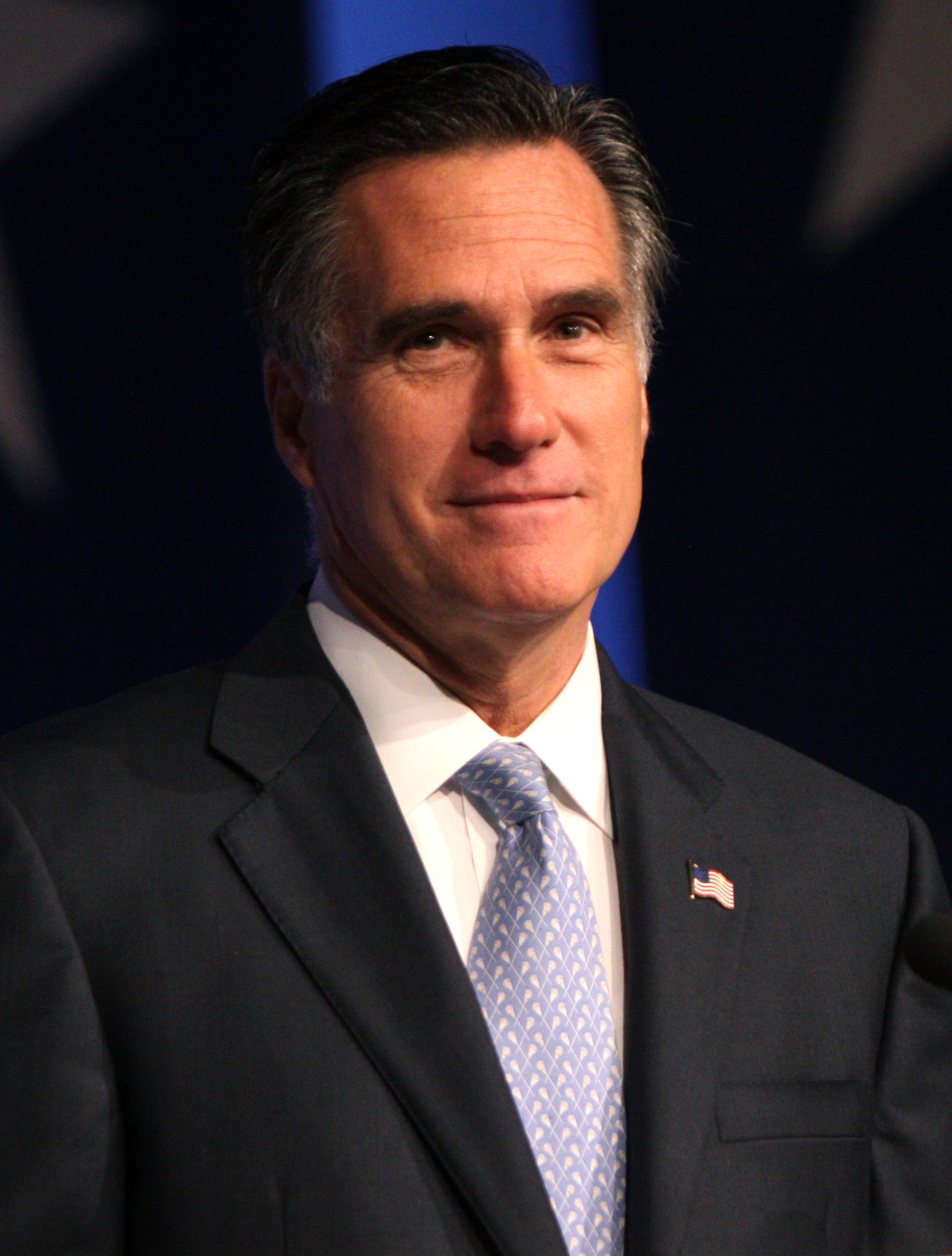
Mitt Romney, były gubernator stanu Massachusetts

#### Pozostali uczestnicy prawyborów w Partii Republikańskiej

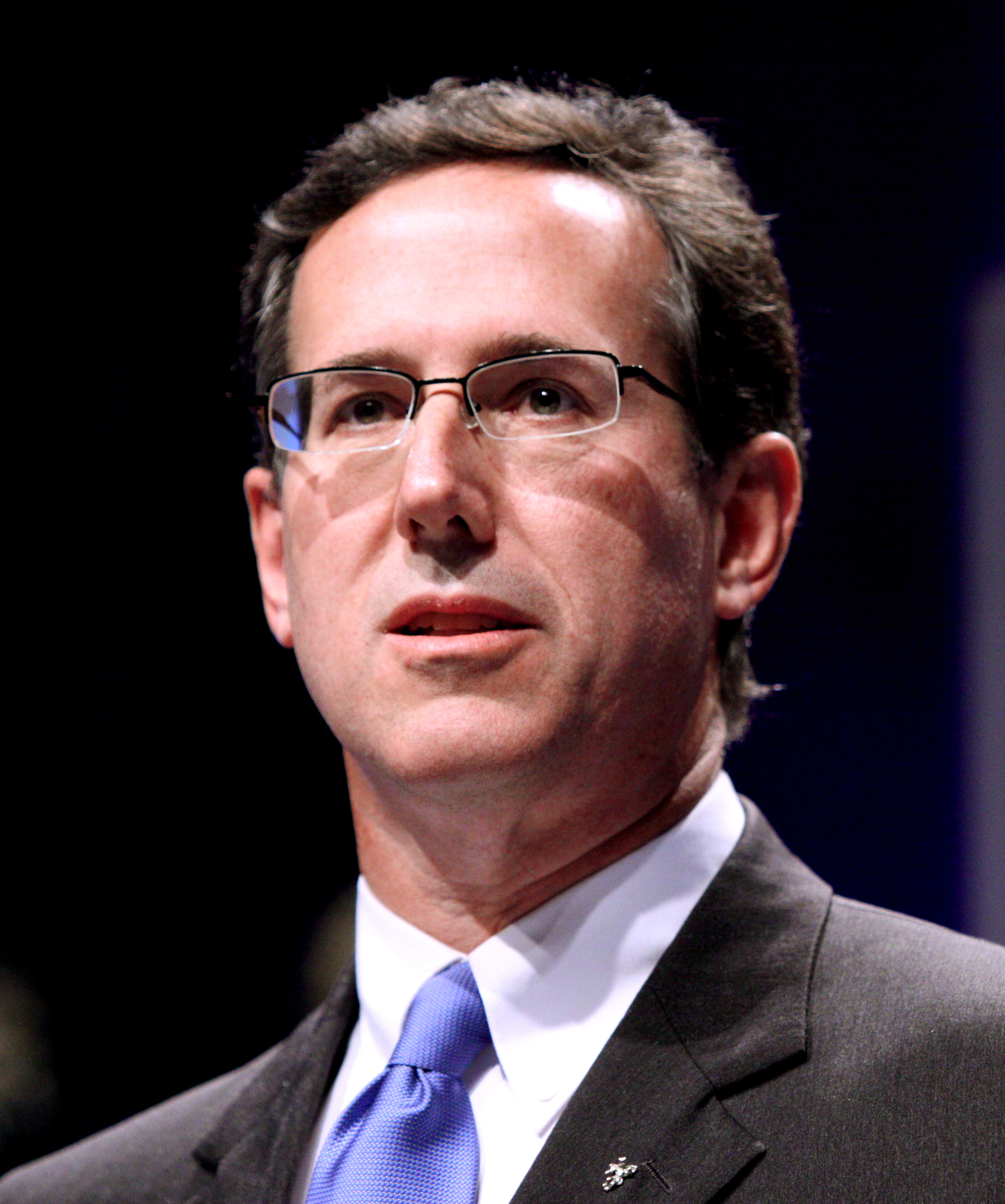
Rick Santorum, były senator ze stanu Pensylwania (zakończył kampanię 10 kwietnia 2012 roku)
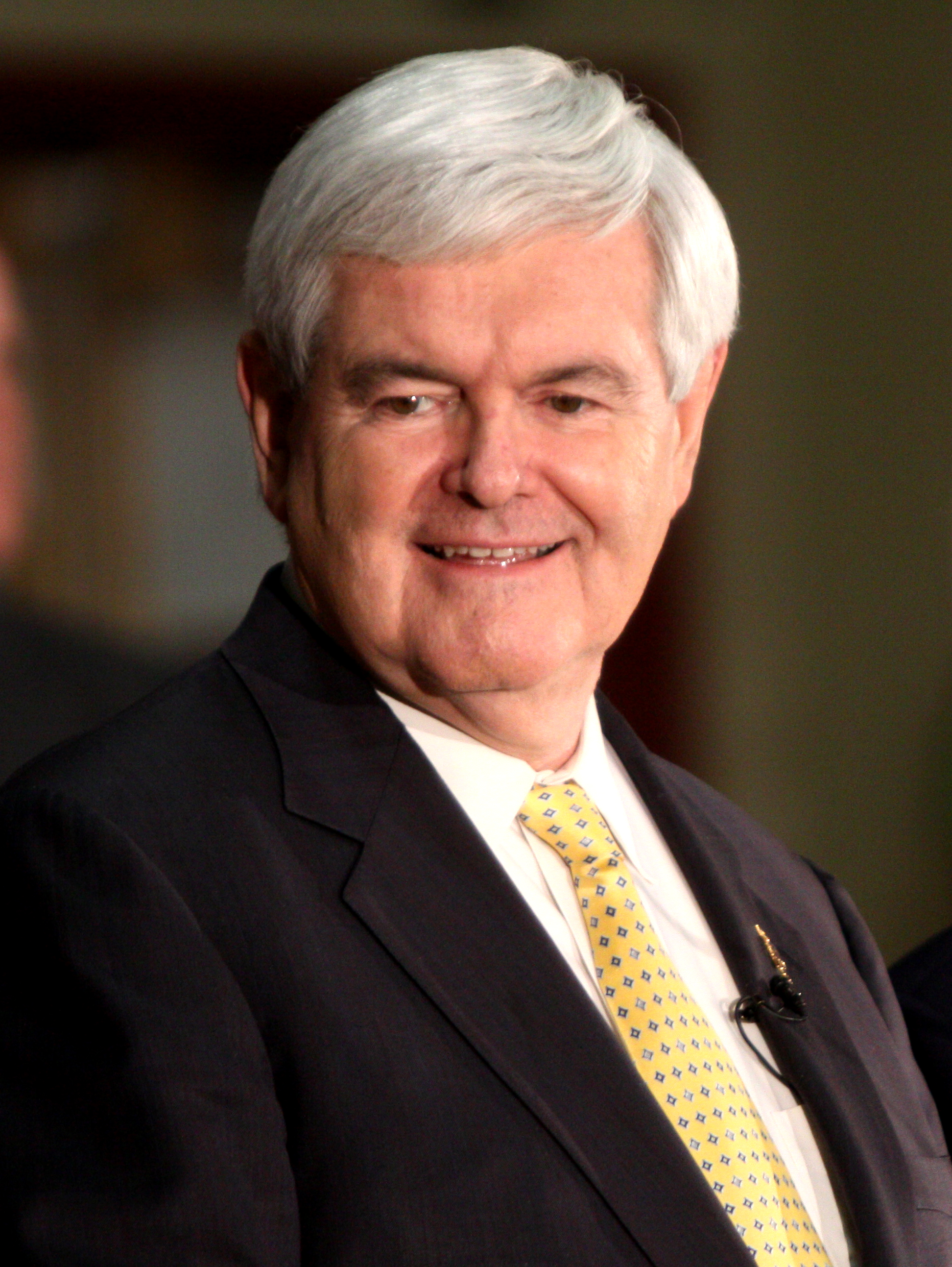
Newt Gingrich, były spiker Izby Reprezentantów, ze stanu Georgia (zakończył kampanię 2 maja 2012 roku)
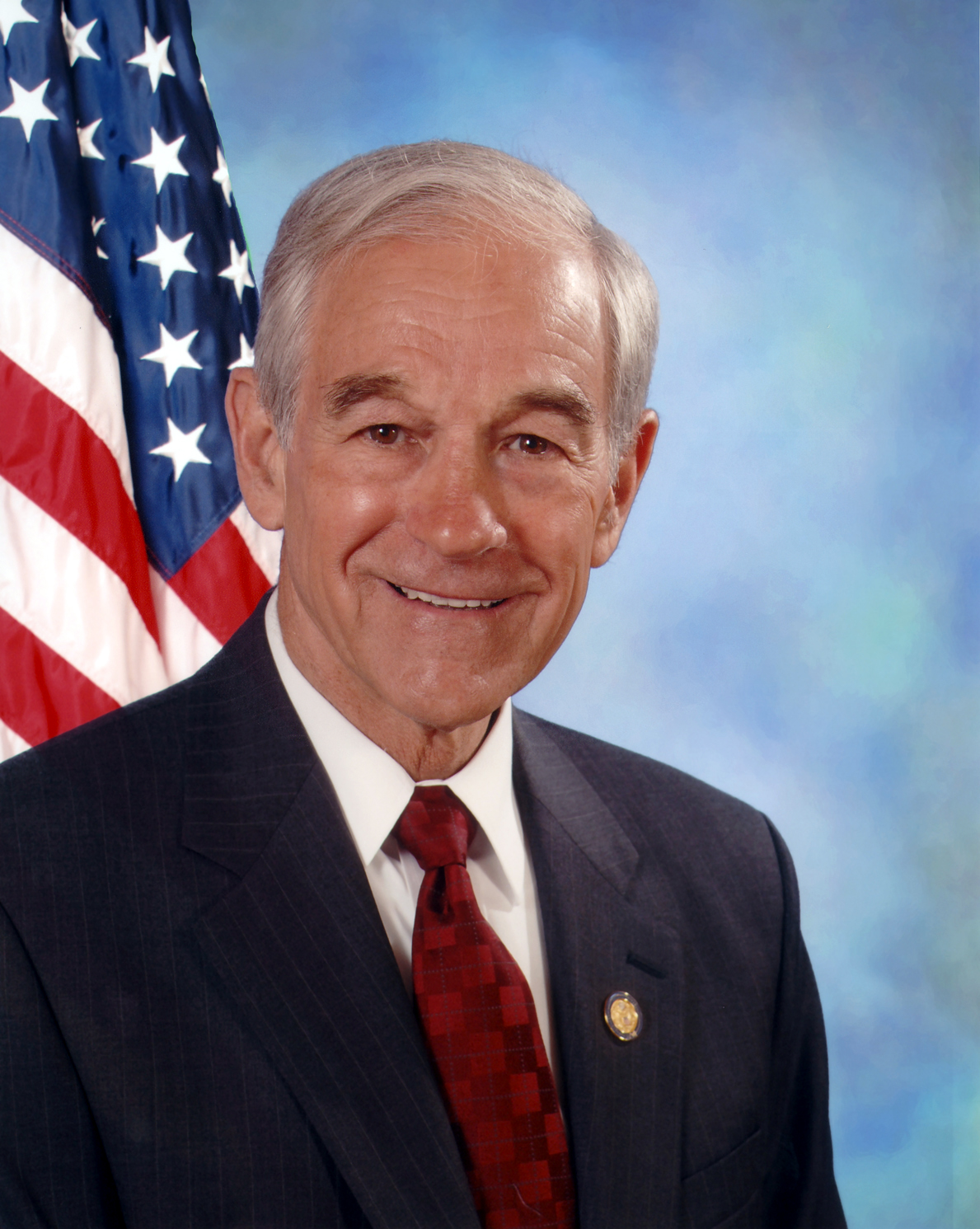
Ron Paul, członek Izby Reprezentantów ze stanu Teksas (zakończył kampanię na konwencji 28 sierpnia 2012 roku)
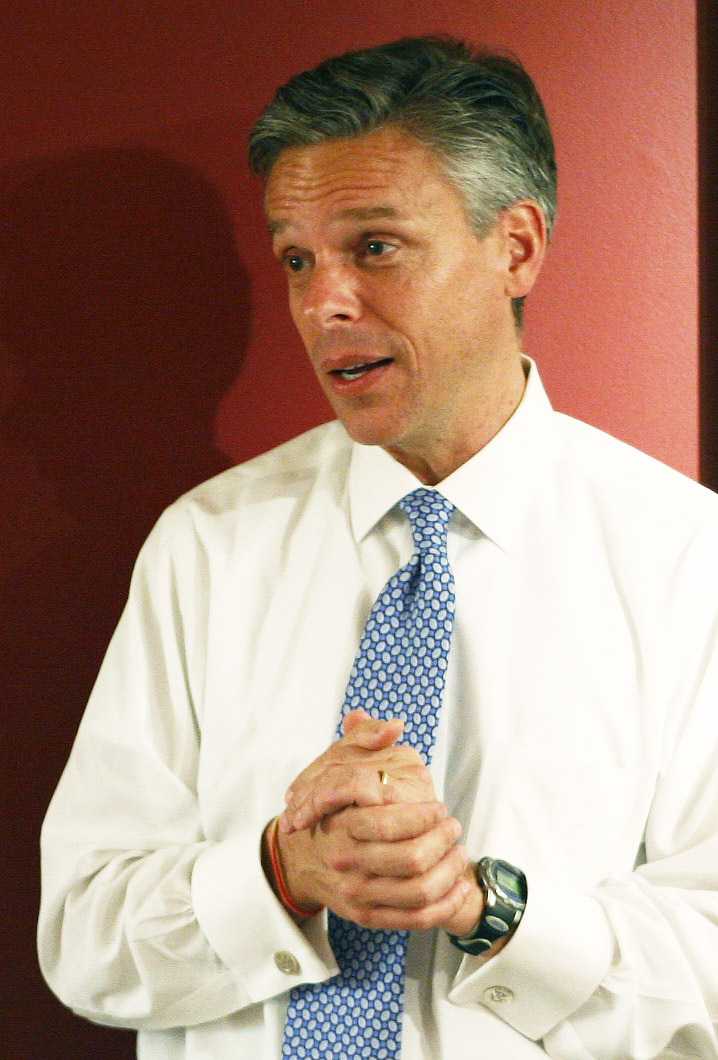
Jon Huntsman, były gubernator stanu Utah (zakończył kampanię 16 stycznia 2012 roku)
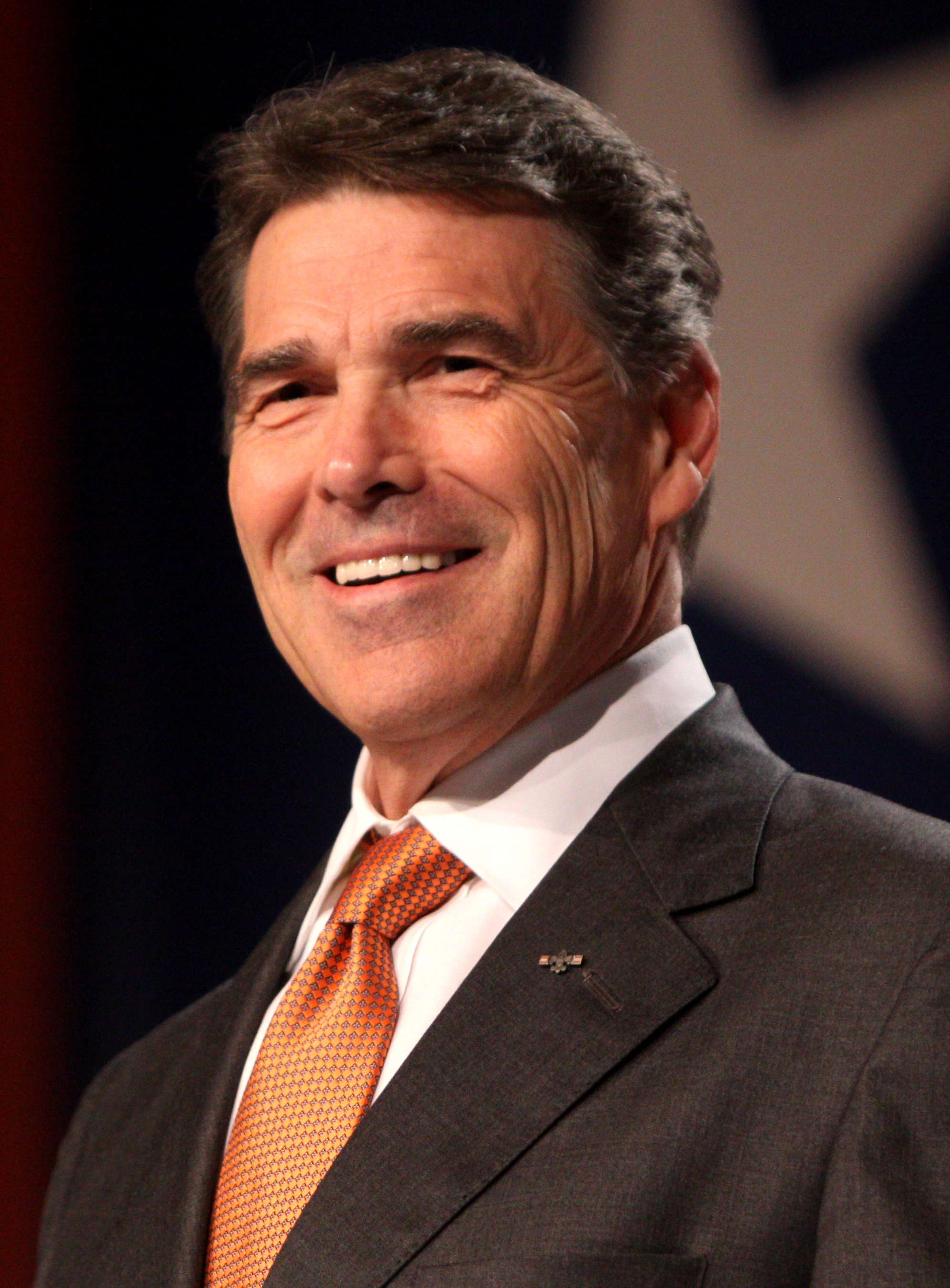
Rick Perry, gubernator stanu Teksas (zakończył kampanię 19 stycznia 2012 roku)
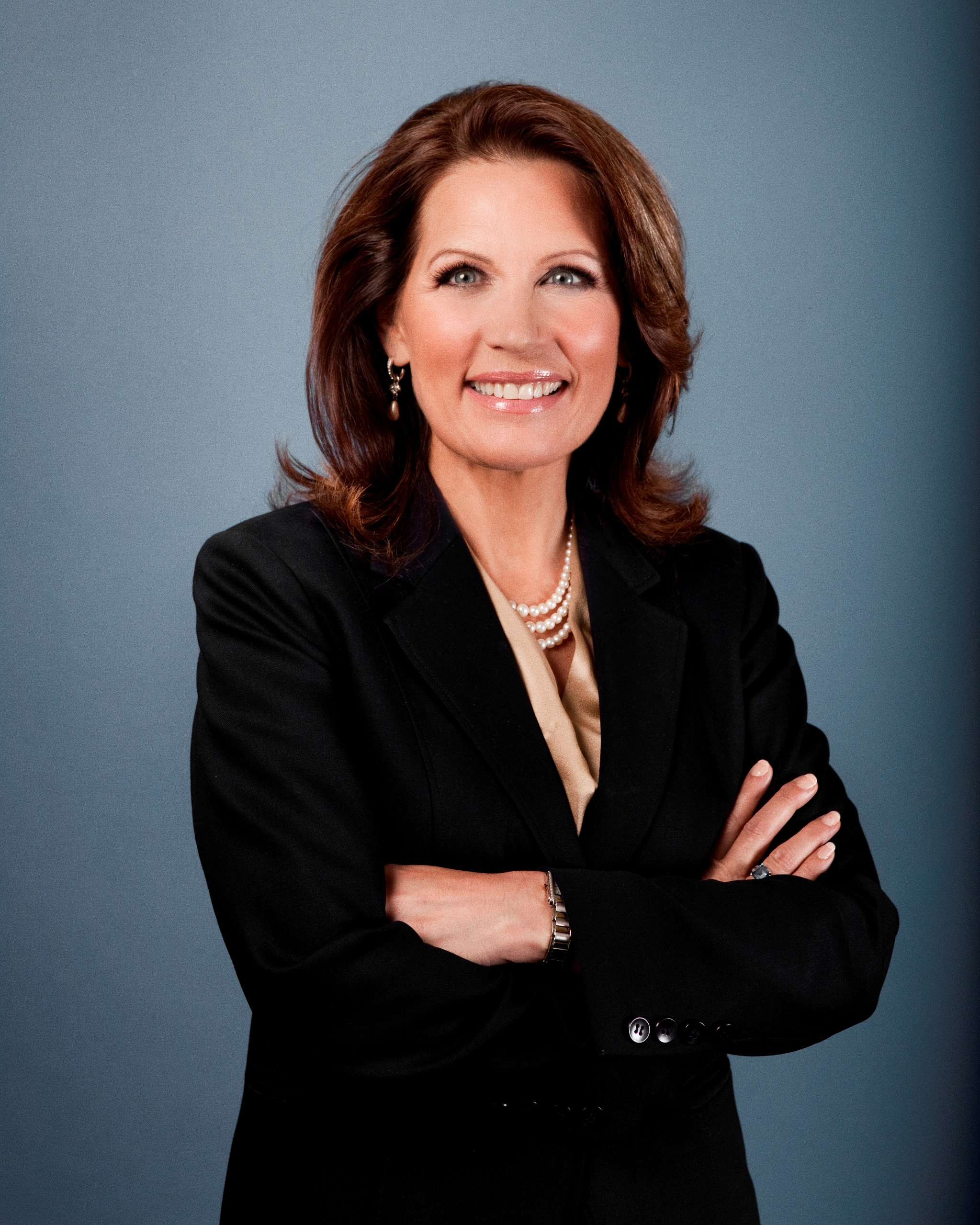
Michele Bachmann, członek Izby Reprezentantów ze stanu Minnesota (zakończyła kampanię 4 stycznia 2012 roku)
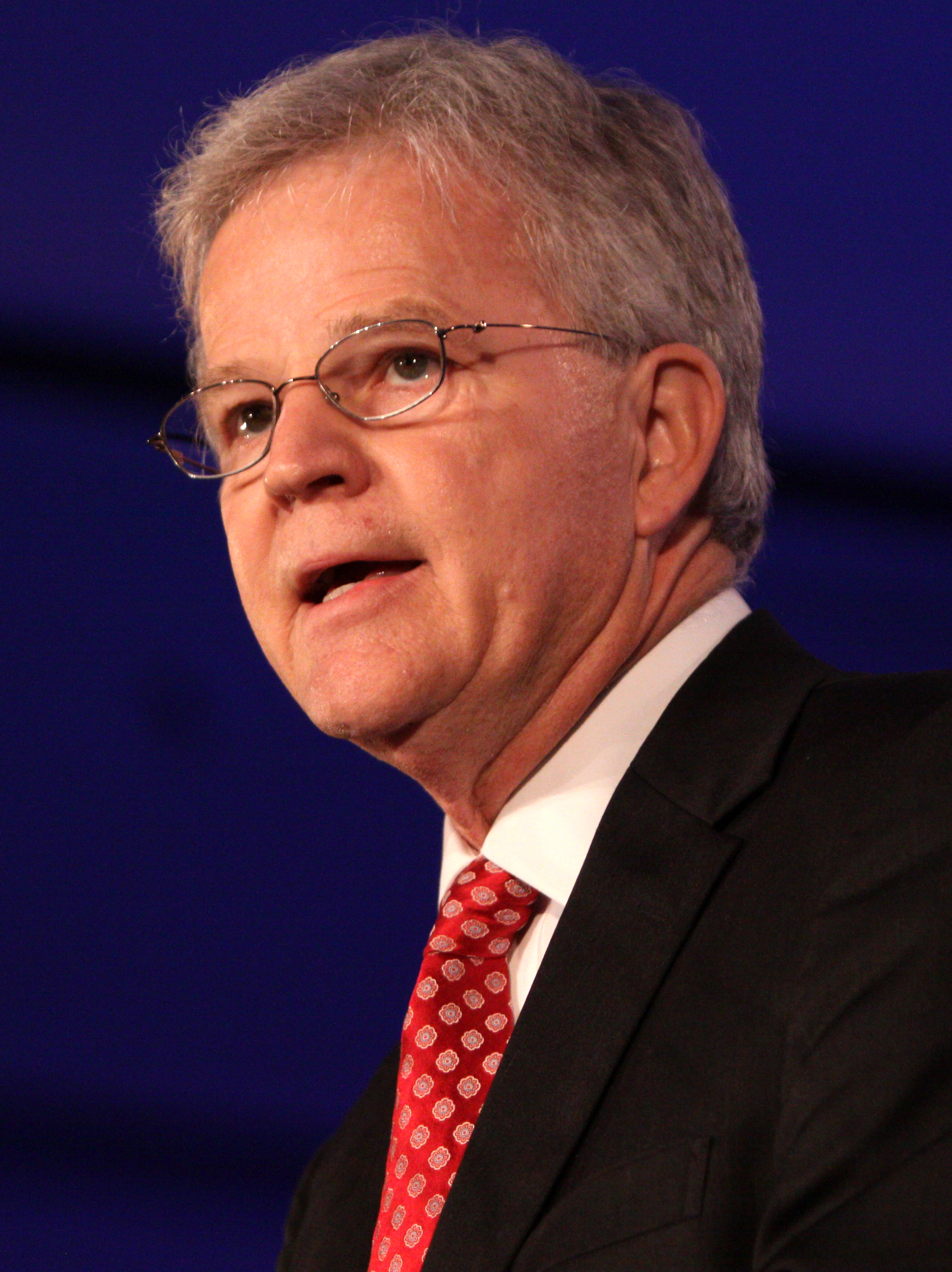
Buddy Roemer, były gubernator stanu Luizjana (wycofał się z kampanii 22 lutego 2012 roku)
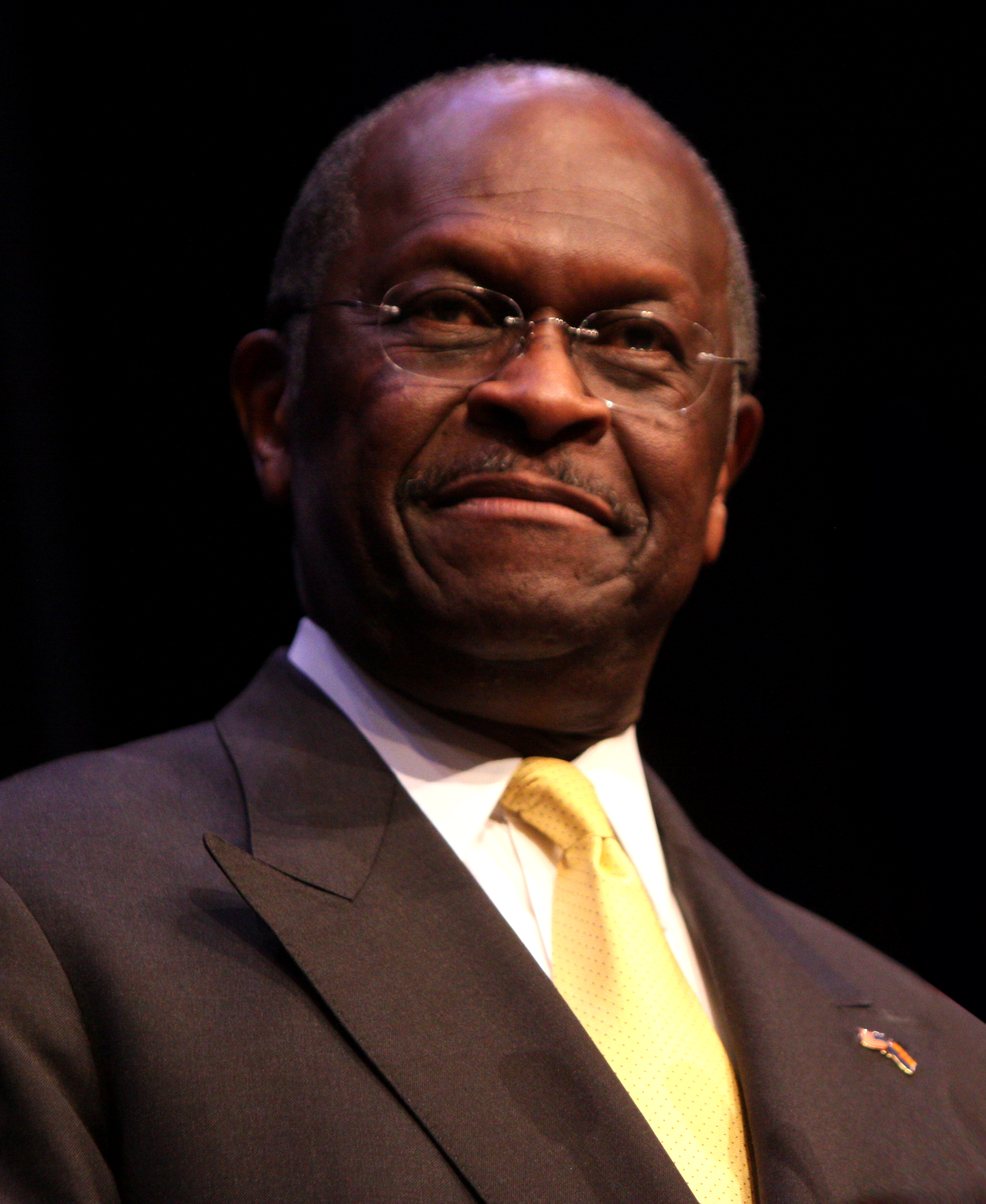
Herman Cain, były CEO sieci restauracji Godfather’s Pizza, ze stanu Georgia (zawiesił kampanię 3 grudnia 2011 roku)
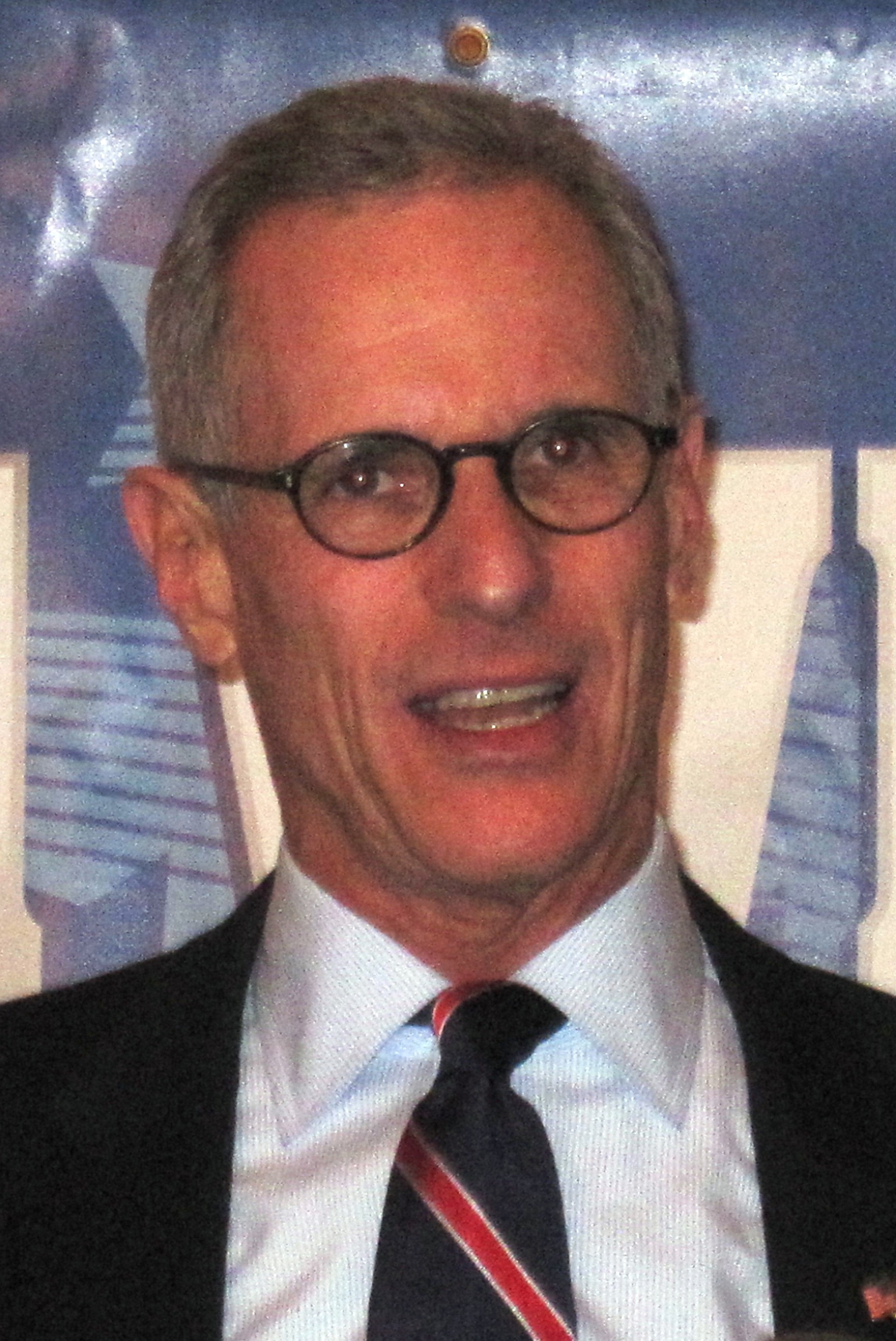
Fred Karger, konsultant polityczny i były aktor oraz aktywista na rzecz obrony praw osób LGBT, ze stanu Kalifornia (zakończył kampanię 29 czerwca 2012 roku)
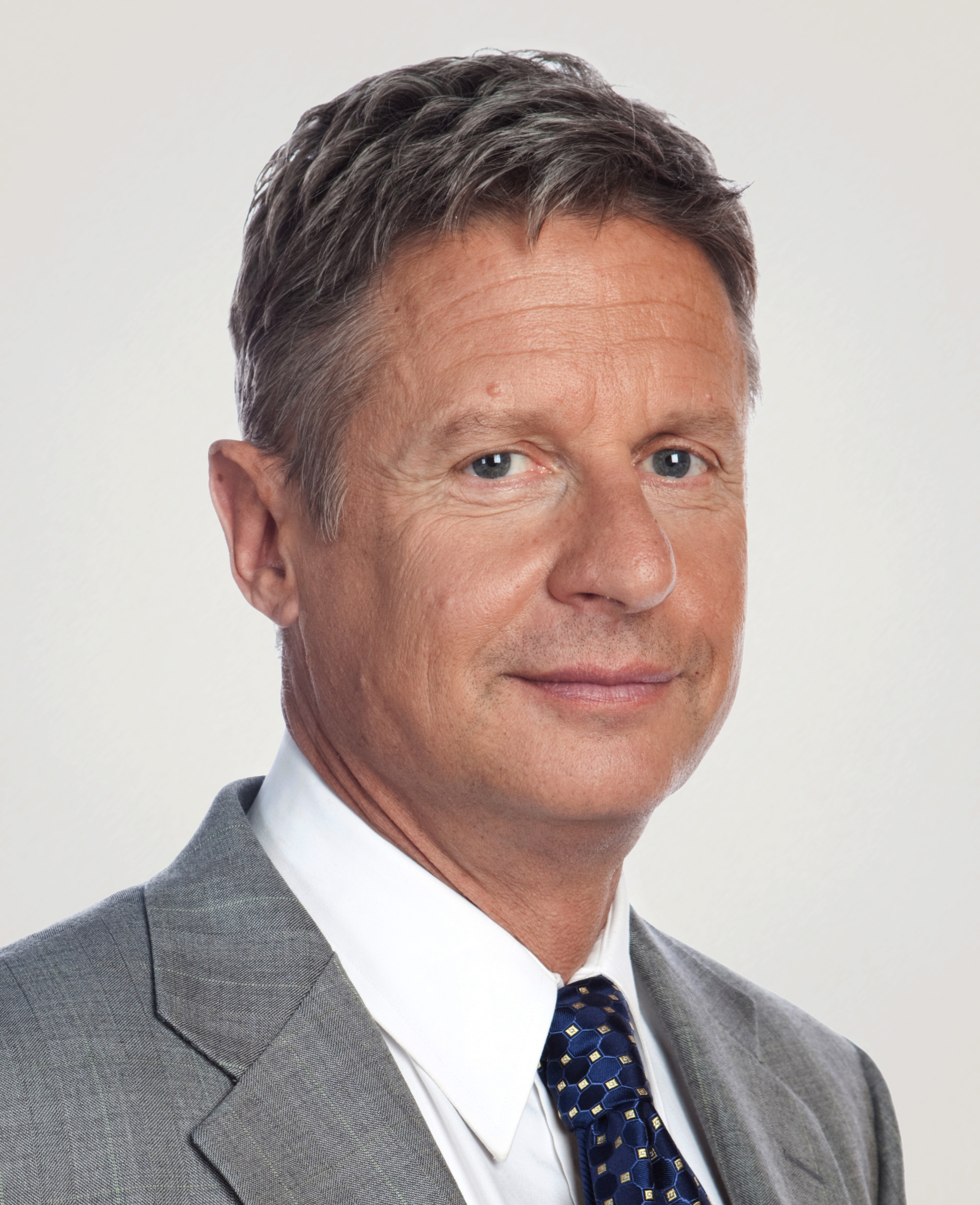
Gary Johnson, były gubernator stanu Nowy Meksyk (wycofał się z kampanii 28 grudnia 2011 roku)
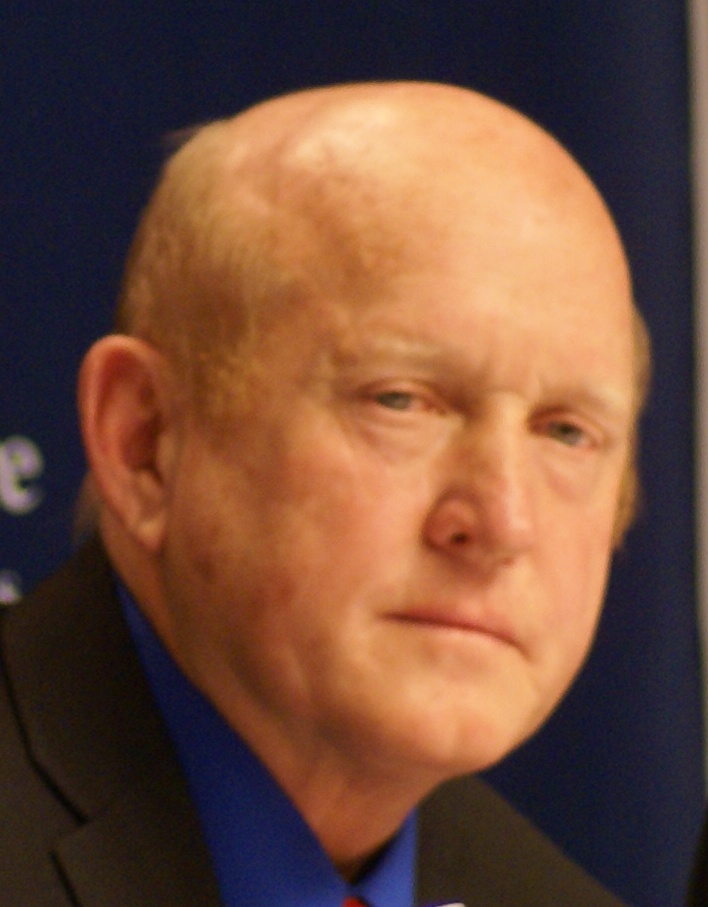
John Davis, właściciel Blue Star Industries LLC, ze stanu Kolorado

- Sarah Gonzales z Arizony
- Paul Sims z Missouri

## Kandydaci mniejszych partii
| Lp.   | Kandydat na prezydenta                                        | Kandydat na wiceprezydenta | Partia                | Liczba stanów | Wyniki                |
| ----- | ------------------------------------------------------------- | -------------------------- | --------------------- | ------------- | --------------------- |
| 3.    | Gary Johnson (ur. 1953), były gubernator stanu Nowy Meksyk    | James P. Gray (ur. 1945)   | Partia Libertariańska | 48+DC         | 1 275 804, tj. 0,99%  |
| 4.    | Jill Stein (ur. 1950), lekarka ze stanu Massachusetts         | Cheri Honkala (ur. 1963)   | Partia Zielonych      | 36+DC         | 469 501, tj. 0,36%    |
| 5.    | Virgil H. Goode (ur. 1946), były kongresmen ze stanu Wirginia | Jim Clymer (ur. 1948)      | Partia Konstytucyjna  | 26            | 122 001, tj. 0,10%    |
| 6.    | Roseanne Barr                                                 | Cindy Sheehan              | Peace and Freedom     | 3             | 67 278, tj. 0,05%     |
| 7.    | Ross C. Anderson                                              | Luis J. Rodriguez          | Natural Law           | 15            | 43 011, tj. 0,03%     |
| 8.    | Thomas Hoefling                                               | Jonathan D. Ellis          | American Independent  | 3             | 40 586, tj. 0,03%     |
| 9-28. | 20 pozostałych kandydatów łącznie                             |                            |                       |               | 75 369, tj. 0,06%     |
|       | dopisani przez wyborców łącznie                               |                            |                       |               | 136 530, tj. 0,11%    |
|       | głosy skreślające wszystkich kandydatów                       |                            |                       |               | 5 770, tj. 0,00%      |
|       | wszystkie głosy ważne łącznie                                 |                            |                       |               | 129 067 662, tj. 100% |

Pozostali kandydaci:
- Stewart Alexander (Socialist Party USA)
- Chuck Baldwin (Reform Party of Kansas)
- Andre Barnett (Reform Party)
- Jeff Boss (niezależny)
- Jim Carlson (Grassroots Party)
- Will Christensen (Constitution Party of Oregon)
- Richard Duncan (niezależny)
- Jack Fellure (Prohibition Party)
- James Harris (Socialist Workers Party)
- Gloria La Riva (Party for Socialism and Liberation)
- Peta Lindsay (Socialism and Liberation Party)
- Jerry Litzel (niezależny)
- Merlin Miller (American Third Position Party)
- Dean Morstad (niezależny)
- Jill Reed (niezależna)
- Thomas R. Stevens (Objectivist Party)
- Randall A. Terry (niezależny)
- Sheila Tittle (We The People Party)
- Barbara D. Washer (Reform Party of Mississippi)
- Jerry White (Socialist Equality Party)